# Villa-Rock-Bledo

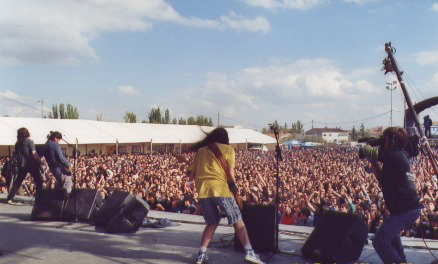
Festival Musical en Villarrobledo.

El festival Villa-Rock-Bledo fue un festival musical organizado en la ciudad de Villarrobledo (Albacete), que se celebró el fin de semana previo al 1 de mayo de 2007. Trató de recuperar la esencia que, en sus orígenes, tuvo el festival Viña Rock y, desde sus inicios en 1996, se vino celebrando en esta localidad manchega.

## Grupos
En comunicado de prensa oficial, el Ayuntamiento de Villarrobledo ha confirmó la presencia de los siguientes grupos:
- Celtas Cortos
- Def con Dos
- Ktulu
- Porretas
- La Inconsciencia de Uoho
- Fuzz
- Benito Kamelas (banda)
- Manolo Kabezabolo
- Leize (banda)
- Loquillo
- Fe de Ratas
- Ars Amandi (banda)
- Obús
- Lujuria (banda)
- Despistaos
- Albertucho (banda)
- El Koala
- Ñu (banda)
- El Combo Linga (banda)
- Sínkope
- A Palo Seko
- Jorge Salán
- Onassis Day (banda)
- Mojinos Escozíos
- Ilegales